# لشکر ۸ استرالیا
لشکر ۸ استرالیا (انگلیسی: 8th Division) لشکر پیاده‌نظام نیروی زمینی استرالیا بود، که در سال ۱۹۴۰ تأسیس شد و در سال ۱۹۴۲ منحل گردید.
لشکر ۸ یک لشکر پیاده‌نظام ارتش استرالیا بود که در طول جنگ جهانی دوم به عنوان بخشی از نیروی دوم امپراتوری استرالیا که تماماً داوطلب بودند، تشکیل شد. لشکر هشتم از ژوئیه ۱۹۴۰ به بعد از داوطلبان خدمت در خارج از کشور تشکیل شد. هدف از استقرار این لشکر که از سه تیپ پیاده‌نظام تشکیل شده بود، اعزام آن به خاورمیانه برای پیوستن به سایر لشکرهای استرالیا بود، اما با نزدیک شدن جنگ با ژاپن در سال ۱۹۴۱، این لشکر به چهار نیروی جداگانه تقسیم شد که در نقاط مختلف منطقه آسیا و اقیانوسیه مستقر شدند. همه این تشکیلات تا پایان فوریه ۱۹۴۲ در جریان نبرد برای سنگاپور و در رابائول، آمبون و تیمور به عنوان نیروهای رزمی نابود شدند. اکثر اعضای این لشکر به اسارت جنگی درآمدند و منتظر پایان جنگ در اواخر ۱۹۴۵ ماندند تا آزاد شوند. از هر سه نفر، یک نفر در اسارت جان باخت.